# Jouxtens-Mézery
Jouxtens-Mézery este un oraș în Elveția.